# OR52R1
OR52R1 (англ. Olfactory receptor family 52 subfamily R member 1 (gene/pseudogene)) – білок, який кодується однойменним геном, розташованим у людей на короткому плечі 11-ї хромосоми. Довжина поліпептидного ланцюга білка становить 315 амінокислот, а молекулярна маса — 34 943.
| 10         |  | 20         |  | 30         |  | 40         |  | 50         |
| ---------- |  | ---------- |  | ---------- |  | ---------- |  | ---------- |
| MVLASGNSSS |  | HPVSFILLGI |  | PGLESFQLWI |  | AFPFCATYAV |  | AVVGNITLLH |
| VIRIDHTLHE |  | PMYLFLAMLA |  | ITDLVLSSST |  | QPKMLAIFWF |  | HAHEIQYHAC |
| LIQVFFIHAF |  | SSVESGVLMA |  | MALDCYVAIC |  | FPLRHSSILT |  | PSVVIKLGTI |
| VMLRGLLWVS |  | PFCFMVSRMP |  | FCQHQAIPQS |  | YCEHMAVLKL |  | VCADTSISRG |
| NGLFVAFSVA |  | GFDMIVIGMS |  | YVMILRAVLQ |  | LPSGEARLKA |  | FSTRSSHICV |
| ILALYIPALF |  | SFLTYRFGHD |  | VPRVVHILFA |  | NLYLLIPPML |  | NPIIYGVRTK |
| QIGDRVIQGC |  | CGNIP      |  |            |  |            |  |            |

A: Аланін

C: Цистеїн

D: Аспарагінова кислота

E: Глутамінова кислота

F: Фенілаланін

G: Гліцин

H: Гістидин

I: Ізолейцин

K: Лізин

L: Лейцин

M: Метіонін

N: Аспарагін

P: Пролін

Q: Глутамін

R: Аргінін

S: Серин

T: Треонін

V: Валін

W: Триптофан

Кодований геном білок за функціями належить до рецепторів, g-білокспряжених рецепторів, білків внутрішньоклітинного сигналінгу. 
Локалізований у клітинній мембрані.